# یواس‌اس سیلویا (اس‌پی-۴۷۱)
یواس‌اس سیلویا (اس‌پی-۴۷۱) (به انگلیسی: USS Sylvia (SP-471)) یک کشتی بود که طول آن ۴۸ فوت ۶ اینچ (۱۴٫۷۸ متر) بود.